# Villa rustica de la Ciocadia
Villa rustica este situată în apropierea localității Ciocadia din județul Gorj, 300 m est de râul Ciocadia și la 3 km nord de DN 67.

## Legături exerne
- Roman castra from Romania (includes villae rusticae) - Google Maps / Earth Arhivat în 5 decembrie 2012, la Archive.is